# Charles Pennequin
Charles Pennequin, né le 15 novembre 1965 à Cambrai, est un écrivain et poète français connu pour ses lectures-performances et qui réalise également nombre de dessins et de vidéos. C'est un poète qui porte et partage sa poésie sur scène.
En novembre 2012, il est le premier récipiendaire du Prix du Zorba. 
Début septembre 2023, Charles Pennequin reçoit le prix international de littérature Bernard Heidsieck lors du festival de la littérature vivante Extra! se déroulant au Centre national d'art et de culture Georges-Pompidou.

## Biographie

### Le passage au livre
Il est né en 1965 à Cambrai, dans un milieu modeste : père ouvrier, mère femme de ménage. Après un CAP et un an de service militaire, voulant travailler, il devient gendarme mobile,,. Il y reste dix-huit ans, puis en sort pour se consacrer exclusivement à l'écriture et à la performance artistique, sans être soumis à l'obligation de réserve de ce métier. À la suite d'un échange épistolaire avec l'auteur de Ceux qui merdRent, Charles Pennequin fait la rencontre de Christian Prigent et des éditions Carte Blanche à partir de mai 1993. C'est dans cette maison d'édition, dirigée par le peintre Mathias Pérez (qui s'occupe aussi de la revue Fusées), qu'il publie en 1997 Le Père ce matin.
Alors qu'il fréquente les poètes Vincent Tholomé, Christophe Tarkos, Nathalie Quintane (c'est d'ailleurs avec eux qu'il fait l'unique numéro de la revue Facial), Charles Pennequin publie son premier texte important et remarqué, Dedans aux éditions Al Dante. 

« Livre d'introspection radicale, Dedans fait dans la langue un vertige où se perdre et se retrouver. Une profération captivante. »

— Xavier Person, pour Le Matricule des Anges
Sur le plan éditorial, cela le conduit à publier, à partir de 2002, aux éditions P.O.L.

### Poésie-action
Charles Pennequin a été marqué par les lectures enregistrés de Bernard Heidsieck et Christian Prigent. Il fait d'ailleurs ses premières lectures au Mans puis à Rennes avec ces deux poètes. Sa manière de précipiter le dire durant ses lectures est devenue peu à peu l'un de ses traits caractéristiques. Vers la fin des années quatre-vingt dix, il commence à travailler l'improvisation à partir de l'usage de dictaphones, sur lesquels il s'enregistre en direct, puis qu'il rediffuse en public. 
La question de l'improvisation n'est pas d'abord formelle chez lui, mais correspond à la question même du langage, à sa donation et à son enchaînement, comme il le pratique dans ses nombreuses vidéos faites dans sa voiture, dans les trains ou sur le bord des routes, ou avec des textes qu'il écrit sur de grands rouleaux en public, tout en continuant de parler. Charles Pennequin réalise de nombreuses interventions poétiques où la présence du corps a son importance, notamment lors de déambulations muni d'un mégaphone parmi les spectateurs. Il a d'ailleurs réalisé de nombreuses performances où il écrit, tout en improvisant verbalement, sur de grandes feuilles de papier déroulées dans la public .
En 2012, il est le premier lauréat du Prix du Zorba — qui récompense « un livre excessif, hypnotique et excitant, pareil à une nuit sans dormir » — pour son recueil Pamphlet contre la mort (P.O.L, 2012). 

### Poésie et musique
Son travail d'improvisation l'a amené à faire de très nombreuses lectures-performances en France, en particulier avec le musicien Jean-François Pauvros, ainsi qu'avec Thierry Aué, Thomas Charmetant, Pascal Battus, Paul Dutton, Camille Perrin, Falter Bramnk, Will Guthrie, David Chiesa…
Charles Pennequin a collaboré avec la compositrice allemande Annette Schlünz pour l'opéra Lichtpause, œuvre composée des textes de Charles Pennequin et Ulrike Draesner.
Il a également écrit un livret pour le collectif l'Arfi de Lyon, qui a réalisé un opéra en 2019 intitulé Les Plutériens.

### Poésie et danse
Charles Pennequin a également réalisé des performances avec des chorégraphes-danseurs comme Dominique Jégou ou encore Vincent Dupont.

### L'Armée noire
Charles Pennequin a également fondé, en 2007, l'Armée noire avec ses amis Antoine Boute, Cécile Richard, A.C Hello, Jérôme Bertin et Édith Azam. L'intitulé « Armée noire » vient d'une expression du Cambrésis désignant un groupe de gens pas très fréquentables, des familles tuyaux de poêle, des laissés pour compte. L'important étant pour l'Armée noire de faire des soirées en invitant les gens à participer et d'inventer à plusieurs (l'Armée noire, c'est aussi le public), hors de sa pratique habituelle, comme ce fut le cas en mars 2010 à Dunkerque ou lors de la Nuit blanche à Bruxelles, en 2009, où l'Armée noire a fabriqué de nombreuses « gazettes » durant la nuit sur son stand, ou récemment lors de Nuit Debout, sur la place de la République à Paris. Des artistes se sont par la suite associés au projet Armée noire, tels que Pakito Bolino, Lise N., Quentin Faucompré, Eléonore Lebidois, Benjamin Monti, Camille Escudero, Marius Loris, Fabien Bassas, Marin Fouqué, etc
Une revue est née retraçant un peu l'aventure, faite par Quentin Faucompré et Charles Pennequin avec la collaboration de Laurent Cauwet d'Al Dante. Une des dernières invitations de l'Armée noire s'est déroulée à Nantes, par la maison de la poésie de Nantes. Elle a réalisé différentes performances dans la rue ainsi qu'une soirée au Pannonica .

## Œuvres

### Livres et plaquettes
- Le Père ce matin, Carte Blanche, Paris, 1997
- Ça va chauffer, Derrière la salle de bains, 1998
- Moins ça va, plus ça vient, supplément au no 20 de la revue Le Jardin Ouvrier, Amiens, 1999
- Dedans, Al Dante, Paris, 1999
- Patate, album avec un CD intitulé 1 jour, 2000
- 1 jour, Derrière la salle de bains, 2001
- Lettre à J.S., Al Dante, 2001
- Écrans, Voix/Richard Meïer, 2002
- Bibi, POL, Paris, 2002
- Bine, le corridor bleu, collection IKKO, 2003
- Bibine, Éditions de l'Attente, 2003
- Merci de votre visite, Mix, 2003
- Je me Jette, avec le DVD intitulé Jemejette, Al Dante, Paris, 2004
- Mon binôme, POL, 2004
- Les doigts, Ragage, 2006
- Lambiner, Dernier Télégramme, Limoges, 2007
- La Ville est un trou (avec un CD), POL, 2007
- Pas de tombeau pour Mesrine, Al Dante, 2008
- L'Imagier du diable, illustrations d'Anne Van der Linden, Ragage, 2008
- Tromaganda, illustrations Pakito Bolino, Quentin Faucompré, Le Dernier Cri, 2009
- Comprendre la vie, POL, 2010
- L'Armée Noire, revue faite avec Quentin Faucompré, Al Dante, 2010
- La Fin des Poux, L'Âne qui butine, 2010
- Trou Type, études de caractères, catalogue d'artiste (avec un CD) Dominique De Beir et Charles Pennequin, Friville éditions, 2010
- Troue la bouche, accompagné d'un DVD, Editions Douches Froides, Alençon, 2011
- Droit au mur, Le Dernier Cri, 2011
- Au ras des Pâquerettes (poèmes délabrés), recueil aux éditions Dernier Télégramme, 2012
- Pamphlet contre la mort, POL, 2012, Prix du Zorba 2012
- Charles Péguy dans nos lignes, Atelier de l'agneau, 2014
- Les Exozomes, POL, 2016
- Ce fut un plaisir, Cantos Propaganda productions, 2016
- Tennis de table, Plaine page, 2016
- Poèmes collés dans la tête, Cantos Propaganda productions, 2017
- Gabineau-les-bobines, POL, 2018[11]
- Dehors Jésus, avec Marc Brunier-Mestas, le Dernier Cri, 2020
- Père ancien, POL, 2020[12]
- Mange-bête, l'Âne qui butine, 2021
- Les Voix du Venir, Aux Cailloux des Chemins, 2021
- Dehors Jésus, P.O.L., 2022
- Petite bande, P.O.L, 2023
- Dedans, réédition, Presses du réel, collection Al Dante, 2024
- Vague lente, Atelier des 13 Vents, 2024
- Des blocs et des coulées, livre d’artiste avec Cédric Torne, Editions de l’Espérou, 2024
- Raconteries, livre & antilivre, Editions Abrüpt, 2025

### Livres audio, K7 et disques
- Tout est clair et il n'y a pas de tronc d'arbre, K7, collection Muro Torto, Le Mans, 1995
- Une bonne langue de vache, K7, collection Muro Torto, Le Mans, 1996
- Un jour, CD publié avec l'album Patate, Pascal Doury & l'assotiation Le Jour, 2000
- Quoi ma guerre, K7, Poésie Express, 2001
- Bobines, CD de poèmes, Studio Croix des Landes, La Bazoge (72), 2001
- Tué mon amour, avec Jean-François Pauvros, TraceLabel, 2008
- Les chiens de la casse, Vinyle, Frac Franche-Comté, 2012
- Mots croisés, K7, La Cohue, 2013
- Causer la France (en public), CD, CdL Editions, 2015
- Bibi Konspire, Vinyle, Label Rebelle, 2016[13]
- Dictaphone, disque vinyle produit par le Frac Franche-Comté, 2018
- Les Cloportes, 45 tours, éditions La Belle époque, 2019
- Dichte, CD, Rossbin Production, 2021

## Filmographie
- 2016 : Les Poètes sont encore vivants de Xavier Gayant[14]

### Colloque
- Actes du colloque sur le site Fabula. Le colloque a été organisé Gaëlle Théval et Anne-Christine Royère en juin 2021.

### Critiques littéraires
- Article de Xavier Person sur Dedans
- Article de Marie-Laure Picot sur Bibi
- Article d'Éric Loret pour Pamphlet contre la mort
- Article de Gaëlle Théval, « La poésie sur YouTube, la poésie dans la vie : les vidéoperformances de Charles Pennequin », pour Fabula

### Entretiens
- Entretien avec Éric Loret pour Libération
- Entretien avec Charles Pennequin le 29 décembre 2020 dans l'émission Par les temps qui courent sur France Culture

### Étude
- Article de Michèle Tillard, avec une analyse des premiers textes de Charles Pennequin [doc]

### Enregistrements sonores
- « Je suis pas là » sur Silence radio
- Causer la France sur France Culture

#### Bases de données et notices
- Ressources relatives à la littérature :   - Centre international de poésie Marseille
  - Printemps des poètes
- Ressources relatives à la musique :   - Discogs
  - MusicBrainz
- Ressources relatives à l'audiovisuel :   - IMDb
  - Unifrance
- Ressource relative au spectacle :   - Les Archives du spectacle
- Ressource relative à plusieurs domaines :   - Radio France
- Notices d'autorité :   - VIAF
  - ISNI
  - BnF (données)
  - IdRef
  - LCCN
  - GND
  - NUKAT
  - Tchéquie